# Дельта-метод
Дельта-метод (англ. Delta method) у статистиці — твердження щодо наближеного ймовірнісного розподілу функції асимптотично нормальної статистичної оцінки за відомої граничної варіації цієї оцінки. 

## Одновимірний дельта-метод
У той час, як метод дельта легко узагальнюється до багатовимірного випадку, точне обґрунтування цієї методики легше продемонструвати в одновимірних умовах. Грубо кажучи, якщо є послідовність випадкових величин {\displaystyle X_{n}}, що задовольняють
{\displaystyle {{\sqrt {n}}[X_{n}-\theta ]\,{\xrightarrow {D}}\,{\mathcal {N}}(0,\sigma ^{2})},}
де {\displaystyle \theta } та {\displaystyle \sigma ^{2}} — скінченні константи і {\displaystyle {\xrightarrow {D}}} позначає збіжність за розподілом, тоді
{\displaystyle {{\sqrt {n}}[g(X_{n})-g(\theta )]\,{\xrightarrow {D}}\,{\mathcal {N}}(0,\sigma ^{2}[g'(\theta )]^{2})}}
для довільної функції g, яка задовольняє властивість: {\displaystyle \exists \ g'(\theta )\neq 0} (існує і не дорівнює нулю).

### Доведення одновимірного випадку
Доведення твердження досить просте у випадку неперервної похідної {\displaystyle g'(\theta )}. Для початку скористаємось теоремою Лагранжа про середнє:
{\displaystyle g(X_{n})=g(\theta )+g'({\tilde {\theta }})(X_{n}-\theta ),}
де {\displaystyle {\tilde {\theta }}} знаходиться між Xn та {\displaystyle \theta }.
Зауважте, що оскільки {\displaystyle X_{n}\,{\xrightarrow {P}}\,\theta } та {\displaystyle X_{n}<{\tilde {\theta }}<\theta }, то відповідно маємо {\displaystyle {\tilde {\theta }}\,{\xrightarrow {P}}\,\theta } і оскільки {\displaystyle g'(\theta )} неперервна, то, застосовуючи теорему про неперервне відображення, маємо
{\displaystyle g'({\tilde {\theta }})\,{\xrightarrow {P}}\,g'(\theta ),}
де {\displaystyle {\xrightarrow {P}}} позначає збіжність за розподілом.
Після тривіальних перетворень і множення на  {\displaystyle {\sqrt {n}}} маємо
{\displaystyle {\sqrt {n}}[g(X_{n})-g(\theta )]=g'\left({\tilde {\theta }}\right){\sqrt {n}}[X_{n}-\theta ].}
Оскільки
{\displaystyle {{\sqrt {n}}[X_{n}-\theta ]{\xrightarrow {D}}{\mathcal {N}}(0,\sigma ^{2})}}
за припущенням і використовуючи теорему Слуцького випливає
{\displaystyle {{\sqrt {n}}[g(X_{n})-g(\theta )]{\xrightarrow {D}}{\mathcal {N}}(0,\sigma ^{2}[g'(\theta )]^{2})}.}
Що й треба було показати.

#### Доведення з явним використанням О-символіки
Альтернативно, можна було б додати ще один крок в кінці для отримання порядкового наближення:
{\displaystyle {\begin{aligned}{\sqrt {n}}[g(X_{n})-g(\theta )]&=g'\left({\tilde {\theta }}\right){\sqrt {n}}[X_{n}-\theta ]={\sqrt {n}}[X_{n}-\theta ]\left[g'({\tilde {\theta }})+g'(\theta )-g'(\theta )\right]\\&={\sqrt {n}}[X_{n}-\theta ]\left[g'(\theta )\right]+{\sqrt {n}}[X_{n}-\theta ]\left[g'({\tilde {\theta }})-g'(\theta )\right]\\&={\sqrt {n}}[X_{n}-\theta ]\left[g'(\theta )\right]+O_{p}(1)\cdot o_{p}(1)\\&={\sqrt {n}}[X_{n}-\theta ]\left[g'(\theta )\right]+o_{p}(1)\end{aligned}}}
Що показує прямування наближення за ймовірністю до нуля.

## Багатовимірний дельта-метод
За означенням, конзистентна оцінка B збігається за ймовірністю до її справжнього значення β, і, застосовуючи центральну граничну теорему, можна отримати асимптотичну нормальність:
{\displaystyle {\sqrt {n}}\left(B-\beta \right)\,{\xrightarrow {D}}\,N\left(0,\Sigma \right),}
де n — число спостережень і Σ — матриця коваріації (симетрична позитивно напів-визначена). Нехай треба оцінити варіацію функції h оцінки B. Беручи до уваги тільки два перші члени розкладу Тейлора, з використанням векторного позначення градієнта, можемо оцінити h(B) як
{\displaystyle h(B)\approx h(\beta )+\nabla h(\beta )^{T}\cdot (B-\beta )}
звідки випливає, що варіація h(B) наближено дорівнює
{\displaystyle {\begin{aligned}\operatorname {Var} \left(h(B)\right)&\approx \operatorname {Var} \left(h(\beta )+\nabla h(\beta )^{T}\cdot (B-\beta )\right)\\&=\operatorname {Var} \left(h(\beta )+\nabla h(\beta )^{T}\cdot B-\nabla h(\beta )^{T}\cdot \beta \right)\\&=\operatorname {Var} \left(\nabla h(\beta )^{T}\cdot B\right)\\&=\nabla h(\beta )^{T}\cdot \operatorname {Cov} (B)\cdot \nabla h(\beta )\\&=\nabla h(\beta )^{T}\cdot (\Sigma /n)\cdot \nabla h(\beta )\end{aligned}}}
Застосовуючи теорему Лагранжа про середнє (для дійснозначних функцій багатьох змінних), можна переконатись, що доведення не спирається на той факт, що враховуються тільки наближення першого порядку.
Отже, з дельта-методу випливає
{\displaystyle {\sqrt {n}}\left(h(B)-h(\beta )\right)\,{\xrightarrow {D}}\,N\left(0,\nabla h(\beta )^{T}\cdot \Sigma \cdot \nabla h(\beta )\right)}
чи в одновимірному випадку,
{\displaystyle {\sqrt {n}}\left(h(B)-h(\beta )\right)\,{\xrightarrow {D}}\,N\left(0,\sigma ^{2}\cdot \left(h^{\prime }(\beta )\right)^{2}\right).}